# 오쿠 토모야
오쿠 토모야(일본어: 奥 智哉, 2004년 7월 18일 ~ )는 일본의 배우이다. 가나가와현 출신이며, 아뮤즈 소속이다.